# لوئیس د لا فوئنته
لوئیس د لا فوئنته (انگلیسی: Luis de la Fuente؛ زادهٔ ۲۱ ژوئن ۱۹۶۱) بازیکن سابق و سرمربی کنونی فوتبال اهل اسپانیا است.
از باشگاه‌هایی که در آن بازی کرده‌است می‌توان به اتلتیک بیلبائو، دپورتیوو آلاوس، اتلتیک بیلبائو بی، و سویا اشاره کرد.
وی همچنین در تیم‌های ملی فوتبال زیر ۱۸ سال اسپانیا، زیر ۲۱ سال اسپانیا، و زیر ۲۳ سال اسپانیا بازی کرده‌ است.
او پس از شکست تیم ملی اسپانیا در مرحله یک هشتم نهایی جام جهانی ۲۰۲۲ قطر، مقابل مراکش، جانشین لوییس انریکه شد.